# Anika Maldacker
Anika Maldacker (* 1988) ist eine deutsche Journalistin und Redakteurin.

## Leben
Anika Maldacker wuchs in Steinach im Kinzigtal auf. Sie schloss ein Studium der Germanistik und Französisch in Freiburg im Breisgau und Paris mit dem Bachelor ab, anschließend absolvierte sie ein Masterstudium Deutsch-Französische Journalistik in Freiburg und Straßburg. Von 2015 bis 2017 war sie als Volontärin bei der Badischen Zeitung tätig. Sie wurde am 8. Juli 2018 mit dem Deutsch-Französischen Journalistenpreis in der Kategorie Nachwuchs für den im September 2017 erschienenen Artikel Der Kampf gegen das Vergessen ausgezeichnet.